# Cimetière militaire britannique de Douvres-la-Délivrande
Le cimetière militaire britannique de Douvres-la-Délivrande  est situé dans la commune française de Douvres-la-Délivrande (Calvados), sur la zone dite "Sword", l'un des sites du débarquement allié du 6 juin 1944. Il est l'un des 3 cimetières britanniques de la zone de Sword avec ceux d'Hermanville-sur-Mer et de Ranville. 

## Site

### Localisation
À 12 kilomètres au Nord de Caen, situé sur la commune de Douvres-la-Délivrande, le cimetière se trouve route de Caen. Il est de forme carrée,  sur une superficie d'environ un demi-hectare.

### Historique
Ce cimetière est situé sur la zone de Sword, la plus à l'est des 5 plages du débarquement. Le débarquement du 6 juin 1944, sur cette plage qui s'étendait sur une dizaine de kilomètres entre Langrune-sur-Mer et Ouistreham, ne s'est réellement effectué pour des raisons stratégiques, que sur une zone très limitée d'un peu moins de  2 kilomètres situé sur les communes d'Hermanville-sur-Mer de Colleville-Montgomery (dont le nom était Colleville-sur-Orne à l'époque), appartenant au secteur dont le nom de code était Queen. C'est la 3e division d'infanterie britannique qui a débarqué sur ces plages, essuyant de lourdes pertes, appuyée par la 6e division aéroportée britannique, ainsi que par les navires de la Royal Navy. De nombreux soldats de ce cimetière, sont tombés dans les combats à terre sur les 2 secteurs les plus occidentaux de Sword baptisés Oboe et Peter, qui menèrent notamment à la prise de la station radar de Douvres. De nombreux soldats de la bataille de Caen reposent aussi dans ce cimetière.
Le cimetière actuel a été conçu par l'architecte britannique  Philip Dalton Hepworth (1890 – 1963). Ce dernier a conçu de nombreux cimetières et mémoriaux britanniques pour la Commonwealth War Graves Commission qui gère l'ensemble de ces monuments dans le monde entier.

### Administration

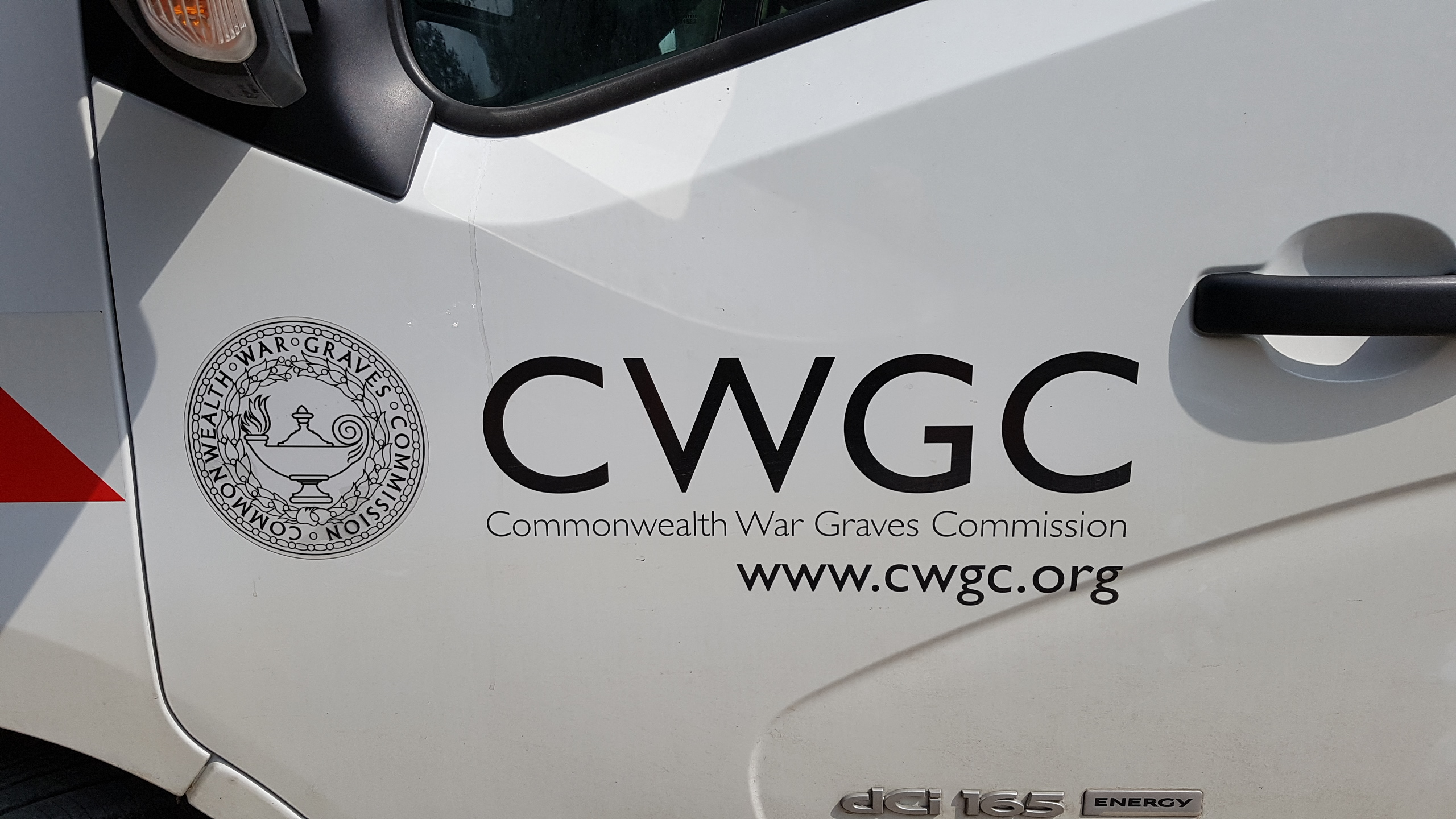

Le territoire du cimetière est une concession perpétuelle faite par la France à la Grande-Bretagne, comme il est d'usage pour les cimetières militaires.
Le cimetière est géré par la Commonwealth War Graves Commission (CGWC), autorité administrative indépendante créé en 1917, qui a la responsabilité de 2 500 cimetières militaires dans le monde où reposent 1,7 million de soldats des États du Commonwealth tombés lors des deux guerres mondiales.
La CGWC assure l'entretien du cimetière dont les jardins sont tenus de façon exemplaire.

## Cimetière

### Entrée et croix
L’entrée du cimetière est constitué d’un petit bâtiment carré, muni d’un toit en pierres à 4 pentes, entouré à droite et à gauche d’un ensemble de 4 pergolas de pierre. On y trouve le registre des sépultures, ainsi qu'une plaque métallique décrivant le débarquement en Normandie, et les opérations qui s'ensuivirent permettant la libération de la France, de juin à septembre 1944.
À travers les arcades du bâtiment de l’entrée, on aperçoit au bout de l’allée centrale la célèbre Croix du Sacrifice (sur sa base octogonale). Elle a été désignée par l'architecte britannique Sir Reginald Blomfield (1856-1942), et elle orne de  nombreux mémoriaux britanniques.

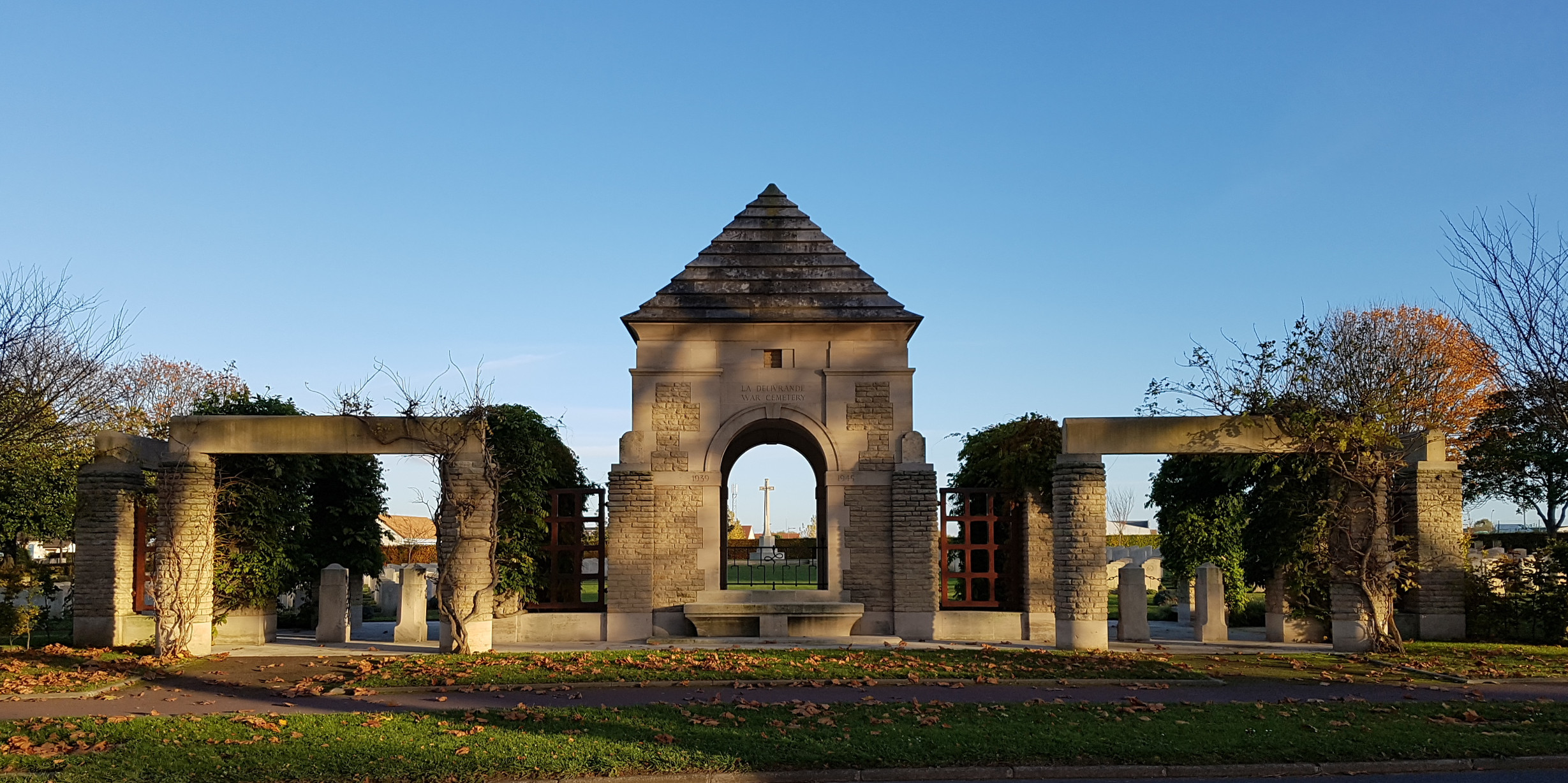
Bâtiment d'accueil
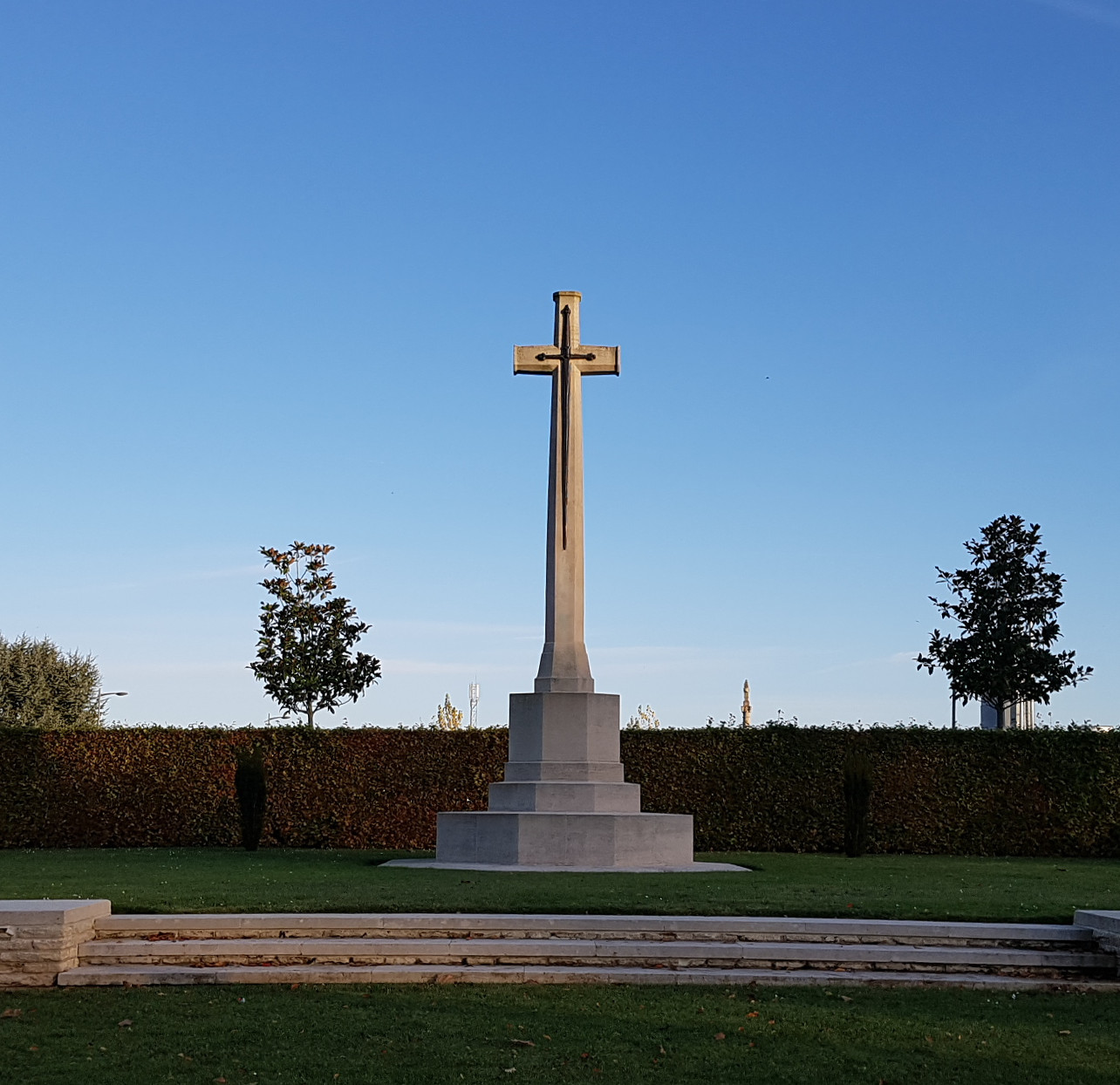
Croix du sacrifice
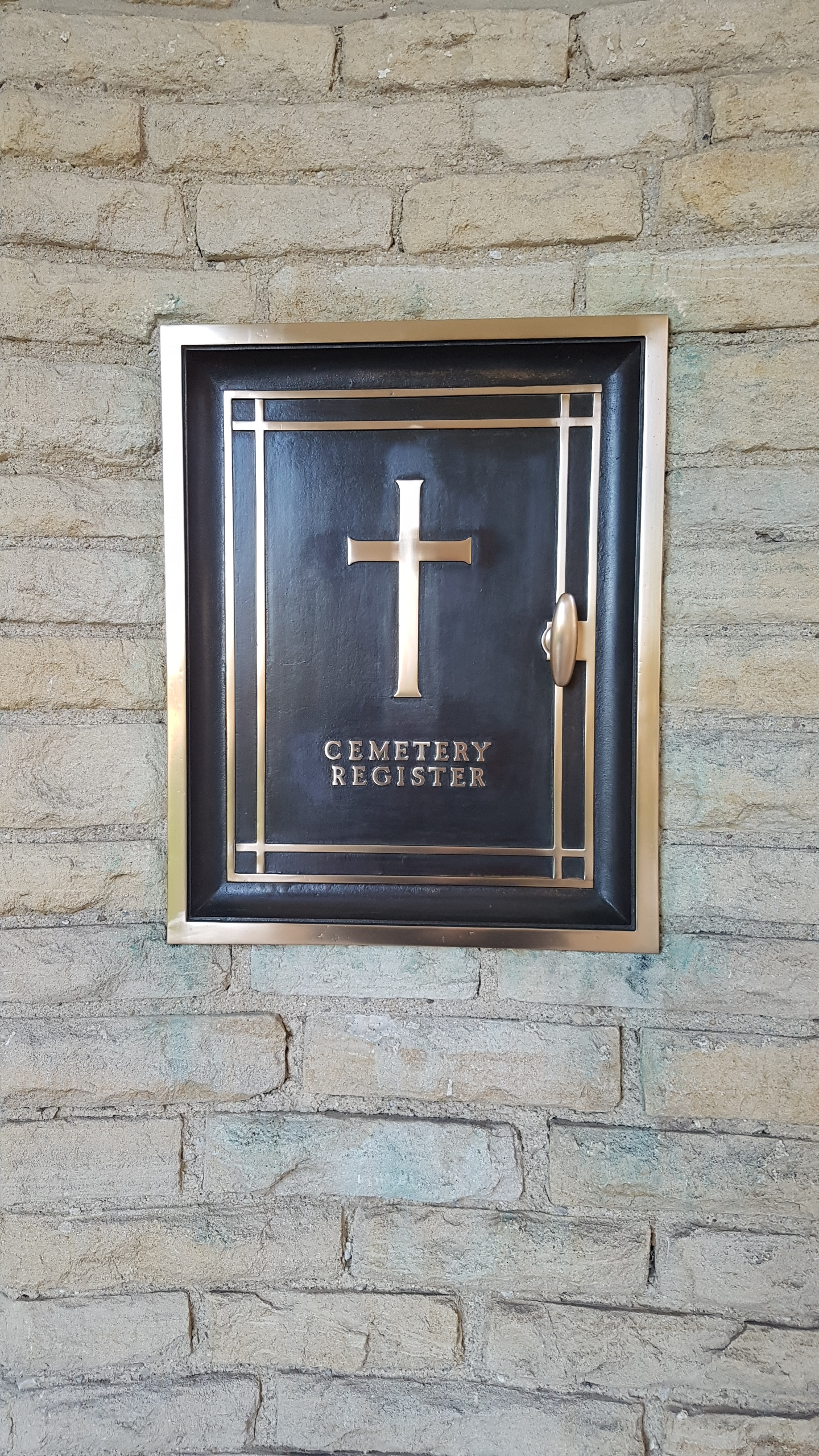
Registre
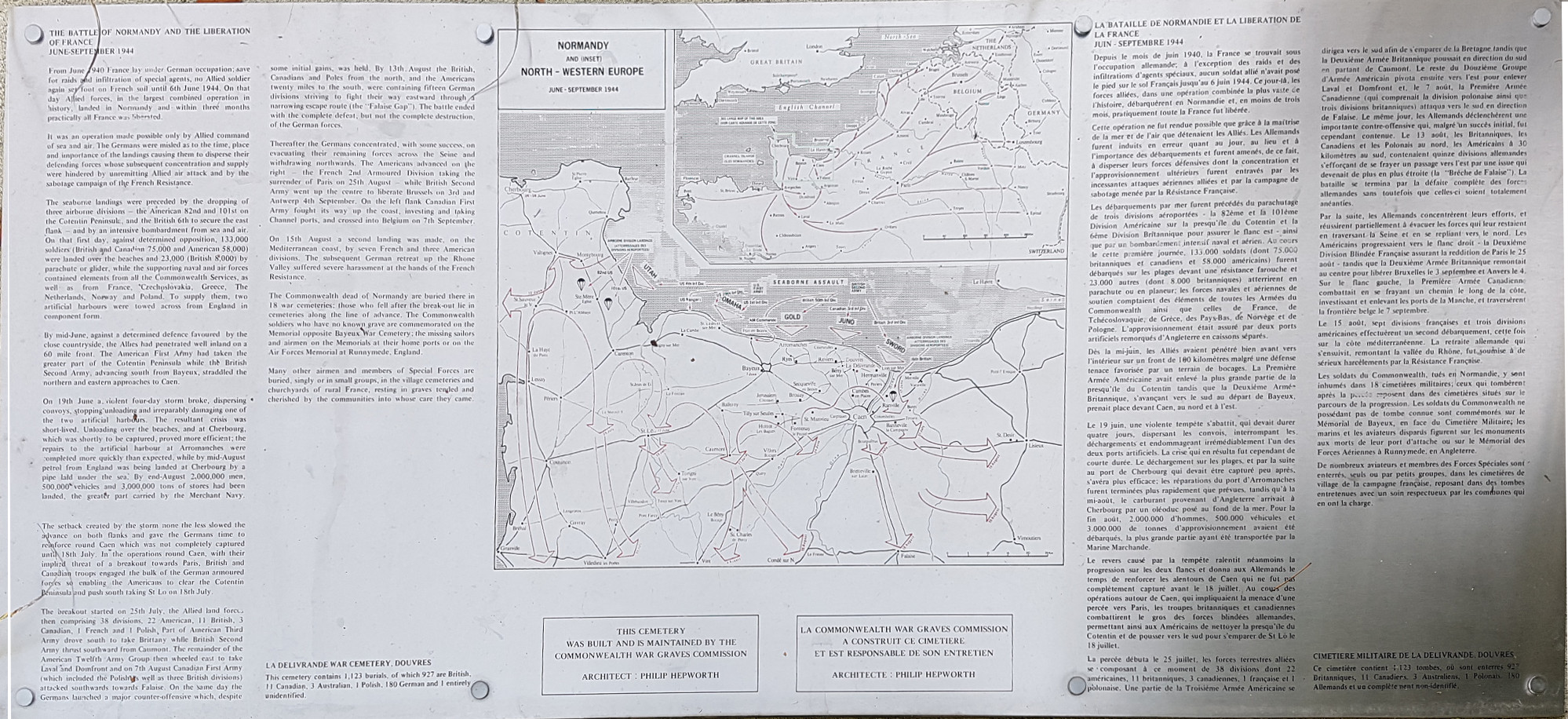
Carte des opérations

### Sépultures
Ce cimetière possède la particularité d’accueillir des tombes de soldats allemands.
Les sépultures sont au nombre de 1 123 et se répartissent la façon suivante :
- Royaume-Uni : 927

- Allemagne : 180

- Canada : 11

- Australie : 3

- Pologne : 1

- Inconnue : 1

Les 941 soldats du Commonwealth appartenaient aux corps suivants :
- Armée de terre : 893
- Armée de l'air : 20
- Marine : 21
- Marine marchande : 7

Parmi ceux-ci, 62 n'ont pas été identifiés.
Le soldat polonais appartenait à la marine marchande.
Les 180 soldats allemands appartenaient aux corps suivants :
- Armée de terre : 177
- Armée de l'air : 2
- Marine : 1

Parmi ceux-ci, 35 n'ont pas été identifiés.

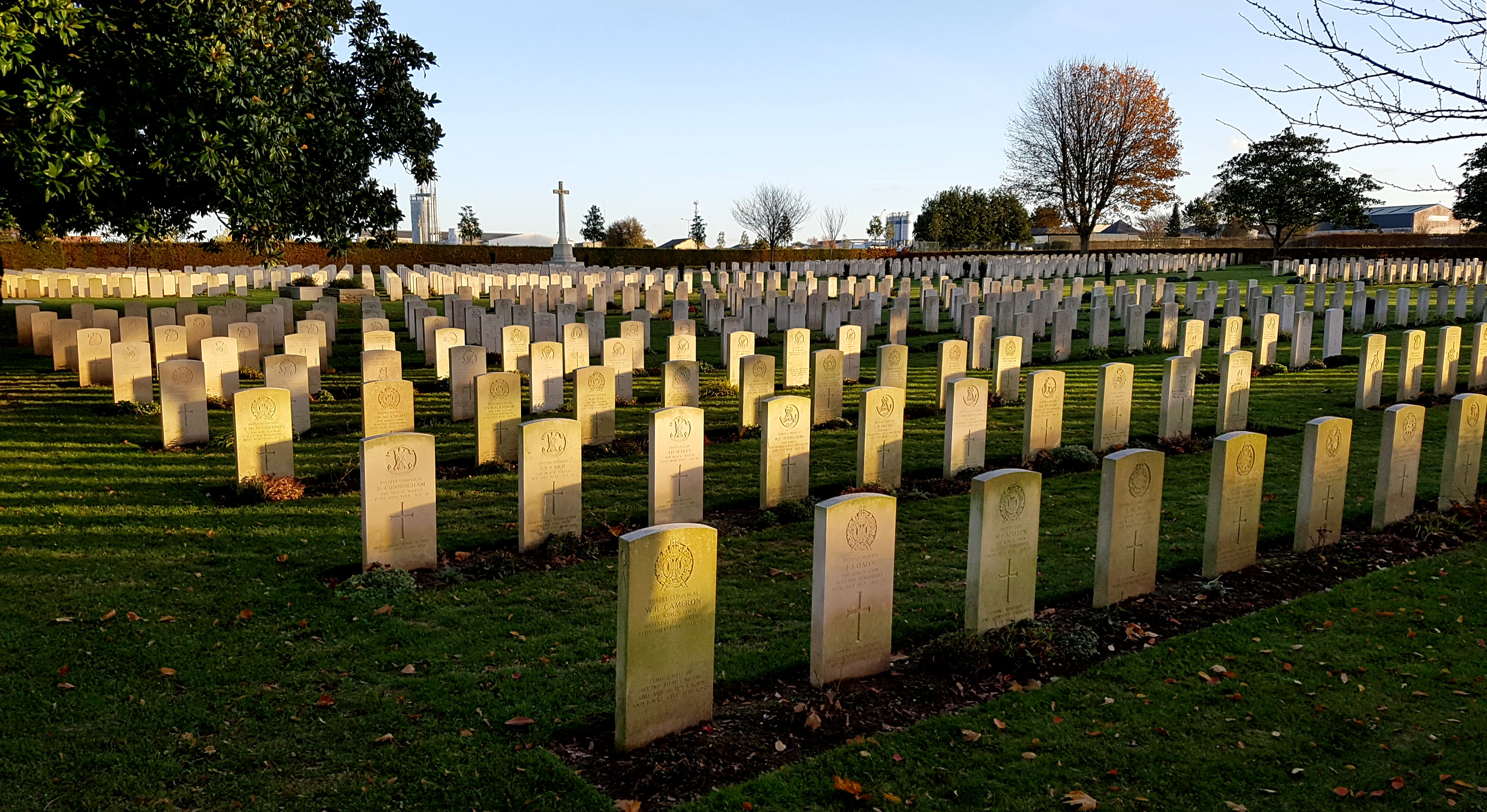
vue vers le sud-est
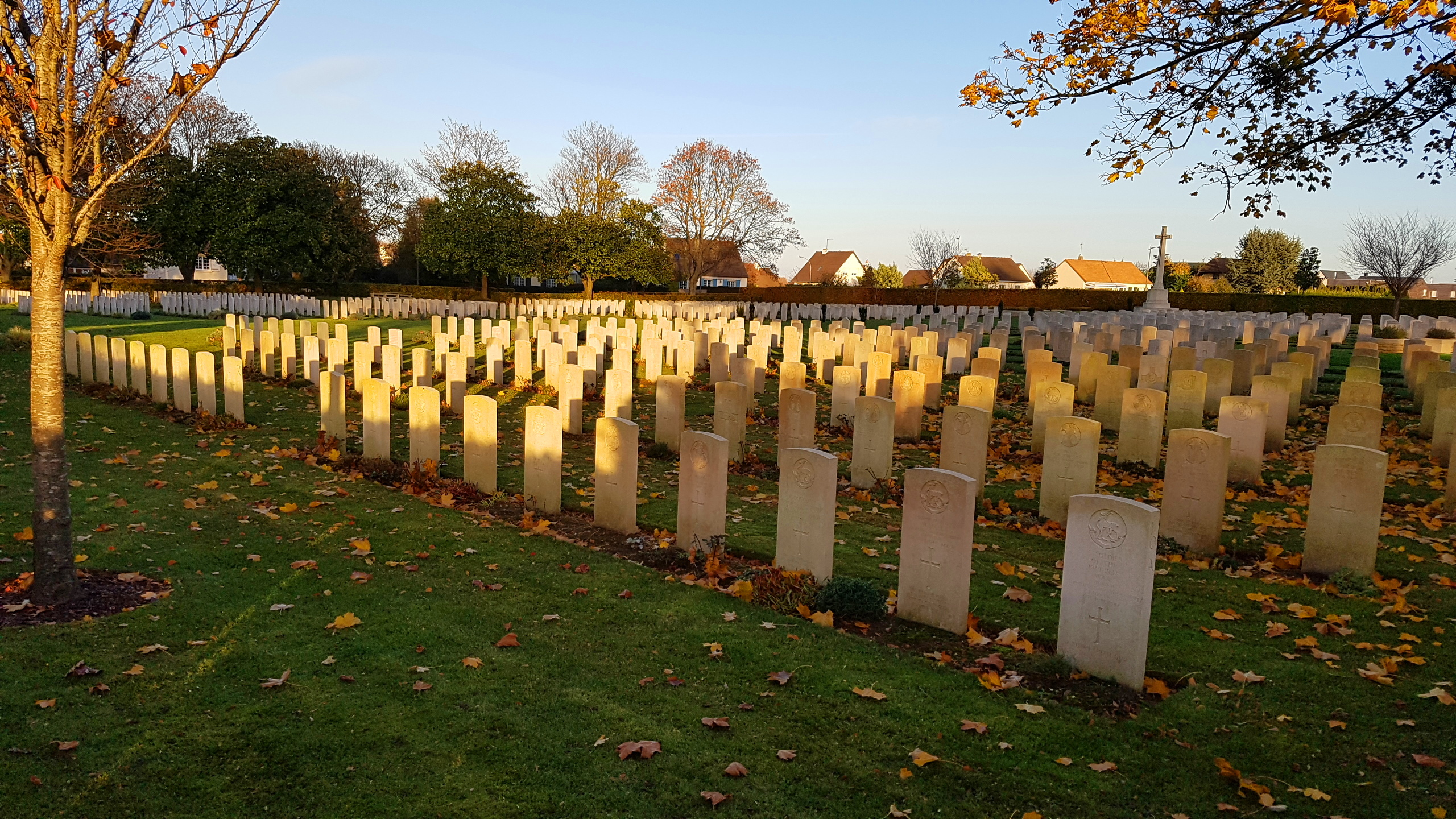
vue vers le nord-est
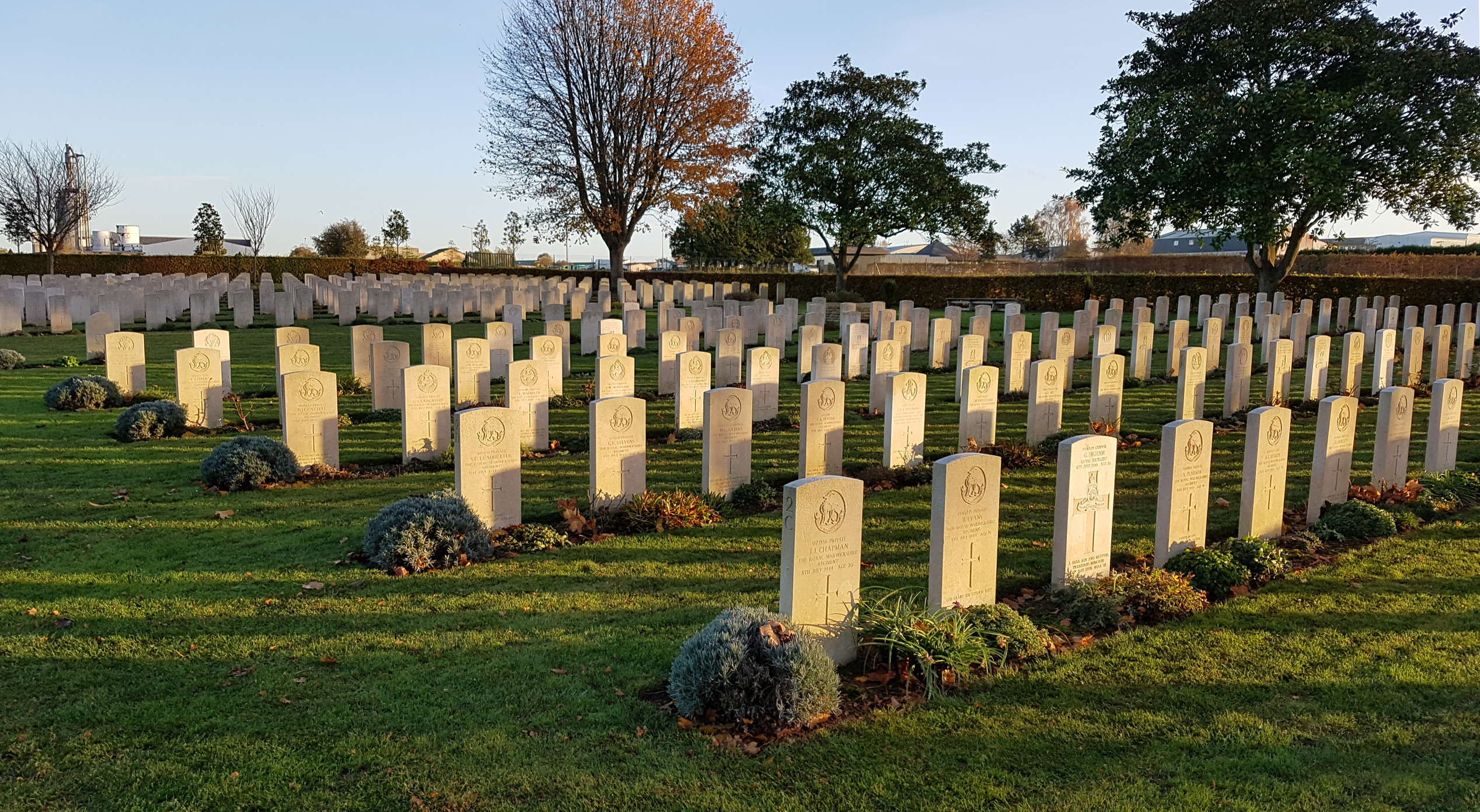
partie droite
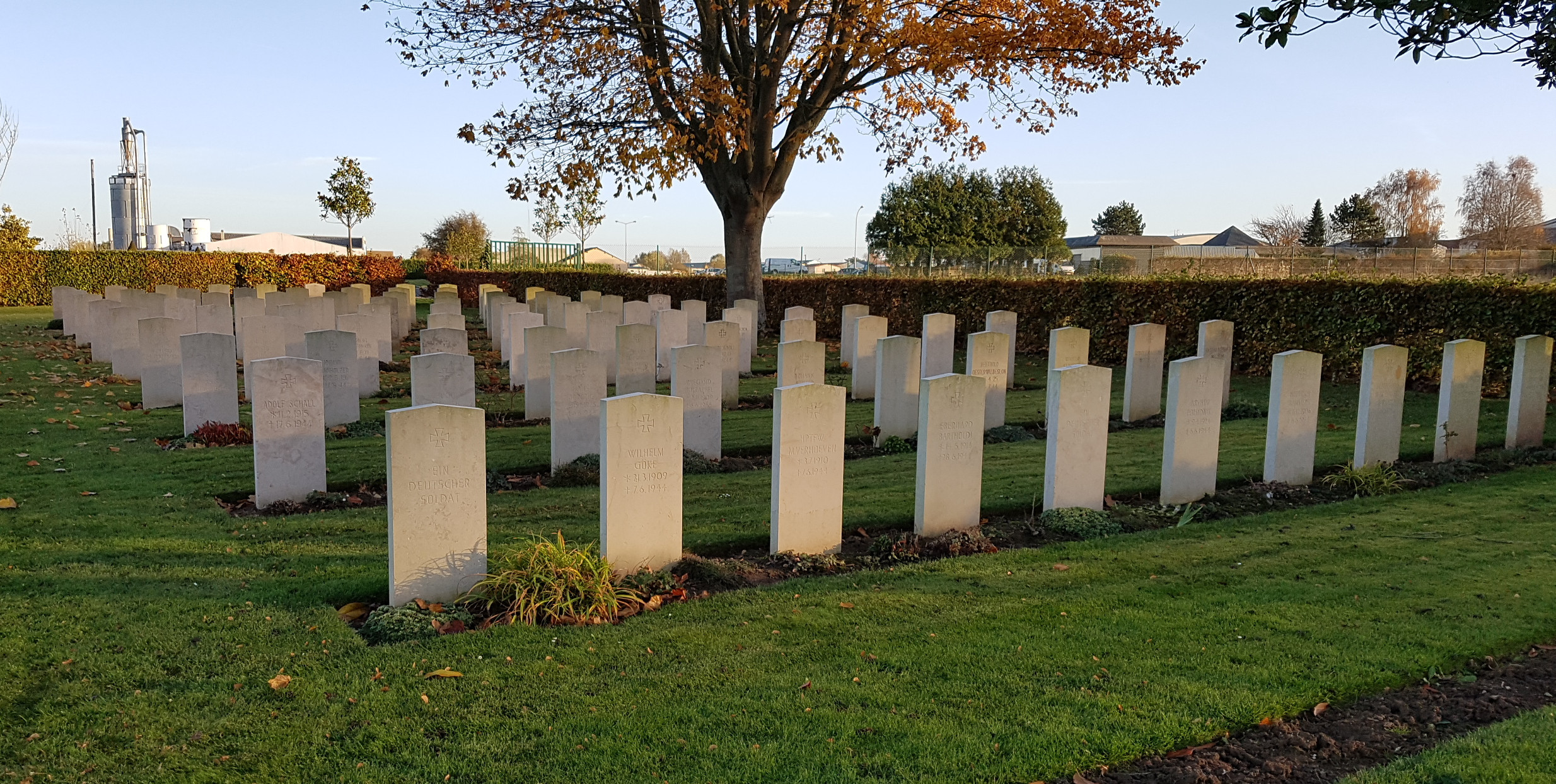
Carré allemand de droite

Les stèles des soldats du Commonwealth sont blanches, de forme rectangulaire arrondie sur le dessus, alors que celles des soldats allemands possèdent 2 pentes légèrement inclinées sur le dessus. Ces dernières  sont positionnées dans 2 carrés situés à l’arrière gauche et droite du cimetière. 

Beaucoup de ces soldats sont morts dans les jours qui ont suivi le débarquement. On dénombre 71 combattants qui sont décédés le jour même du débarquement, le 6 juin 1944.
Les régiments dont on dénombre le plus de tombes sont :
- les régiments des fantassins qui débarquèrent en 3 vagues sur le secteur Queen :
  - 1re vague (8e brigade) :
    - South Lancashire Regiment (1er bataillon) dont son second lieutenant-colonel (à partir du 7 juin) Geoffroy Bolster
    - East Lancashire Regiment (2e bataillon)
    - Suffolk Regiment (1er bataillon)
    - précédés du régiment blindé de 13e/18e Royal Hussard dont son lieutenant colonel Richard Harrap

  - 2e vague (185e brigade) :
    - King's Shropshire Light Infantry (2e bataillon) dont son lieutenant-colonel Frederick Maurice
    - Royal Warwickshire Regiment (2e bataillon) dont son lieutenant-colonel Hugh Herdon
    - Royal Norfolk Regiment (1er bataillon)

  - 3e vague (9e brigade) :
    - Lincolnshire Regiment (2e bataillon)
    - King's Own Scottish Borderers (1er bataillon)
    - Royal Ulster Rifles (2e bataillon)
- Black Watch (Royal Highlanders) - 1er, 5e et 7e bataillons
- The Parachute Regiment - 5e, 7e et 8e bataillons

Ces régiments représentent la moitié des sépultures du cimetière.
Il est frappant de constater l'extrême jeunesse de l'ensemble des hommes disparus. En effet, 334 avaient moins de 23 ans, dont 96 avaient entre 17 et 19 ans. 
Le plus jeune combattant de ce  cimetière est Robert Bernard Vinall décédé le 22 juillet 1944 à l'âge de 17 ans. Originaire de Eastbourne dans le Sussex, il appartenait au 1er bataillon de la Brigade des fusiliers britannique (Rifle Brigade) rattachée à la 22e brigade blindée de la 7e division blindée. Sur sa tombe figure cette émouvante phrase : MANY A SILENT HEARTACHE - OFTEN A SILENT TEAR - GONE BUT NOT FORGOTTEN - MUM AND DAD (Beaucoup de chagrin en silence - Souvent une larme silencieuse - Parti mais pas oublié - Maman et Papa).

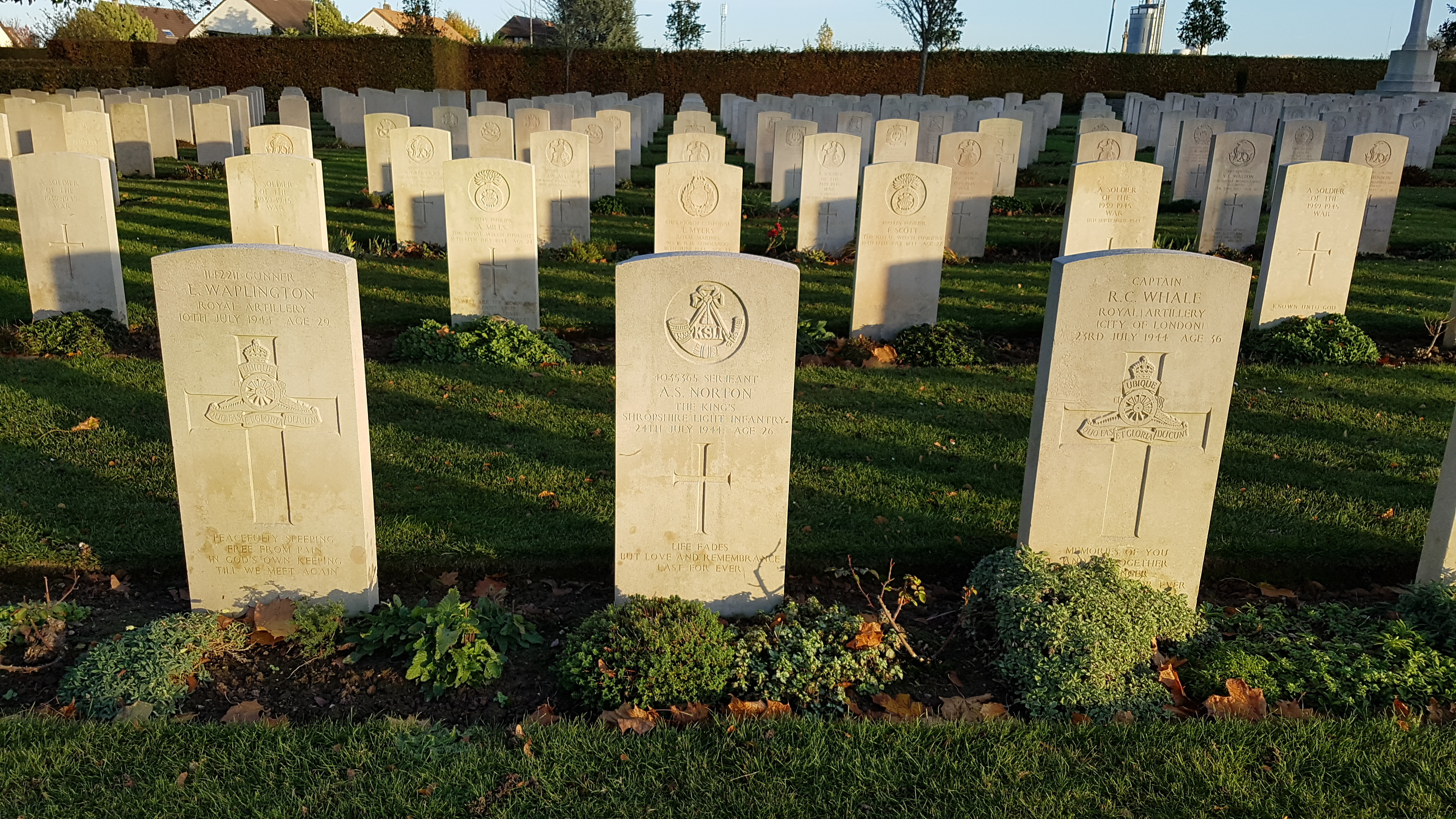
vue rapprochée - arrière gauche
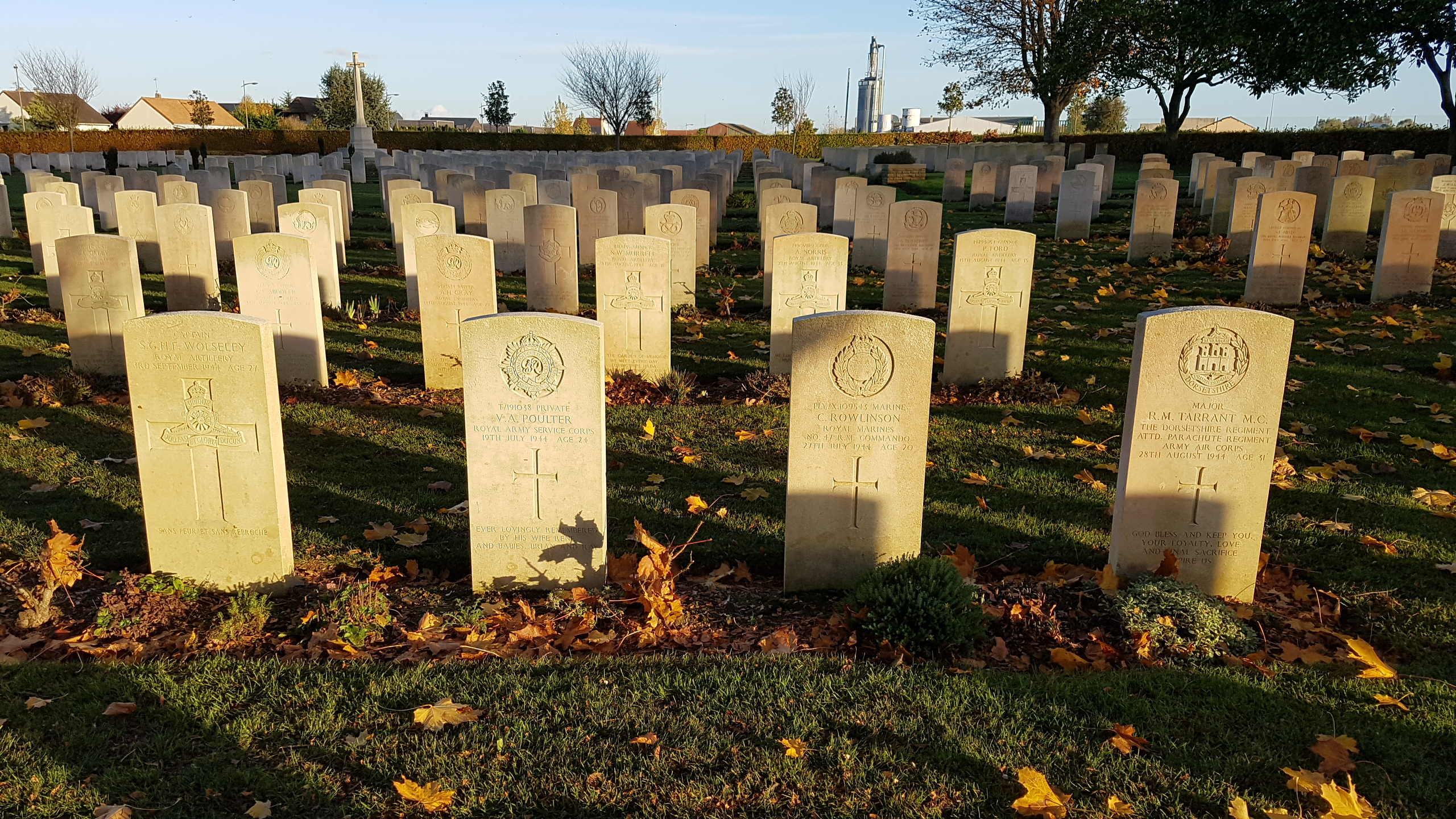
vue rapprochée - droite
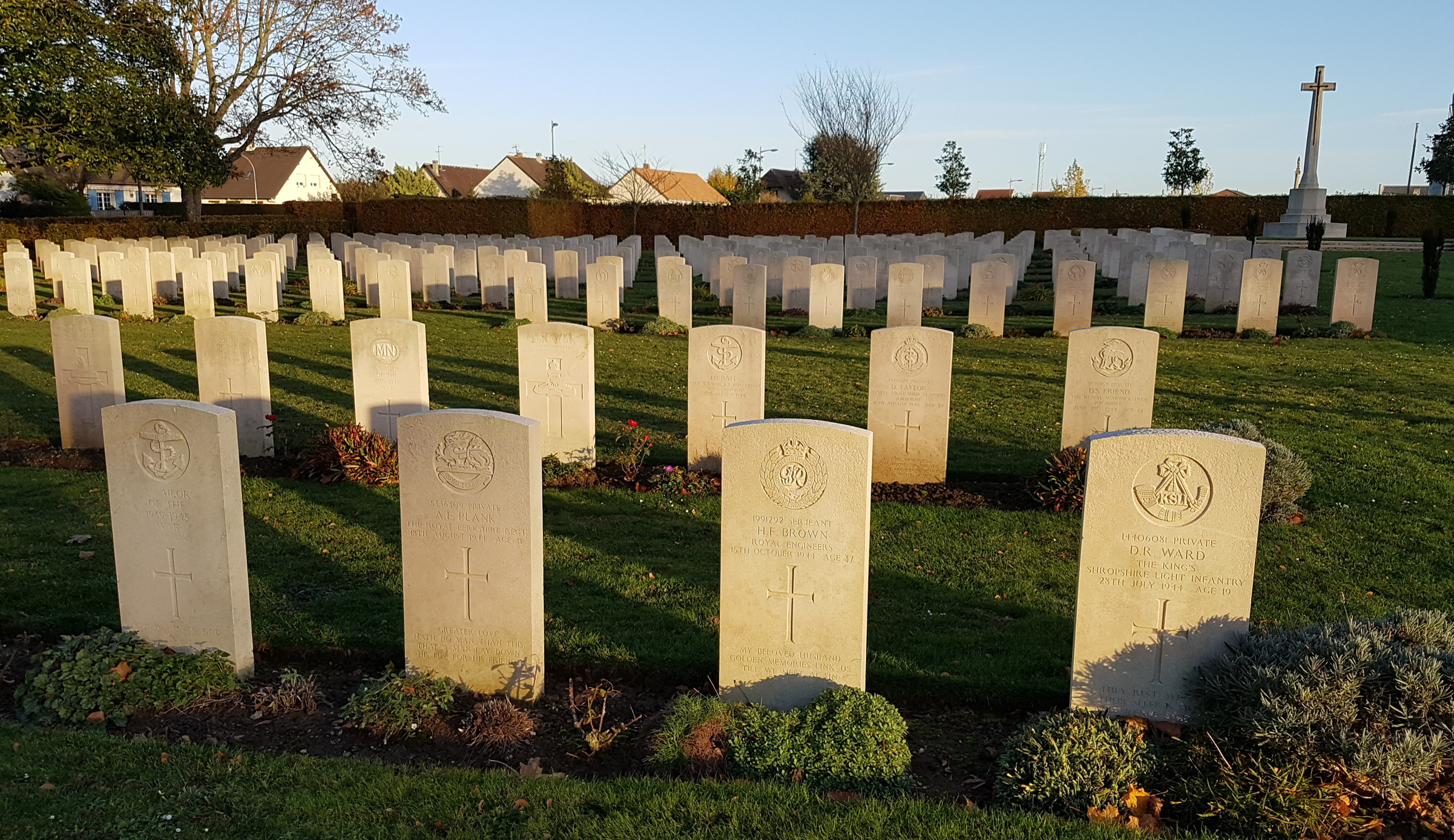
vue rapprochée - arrière gauche

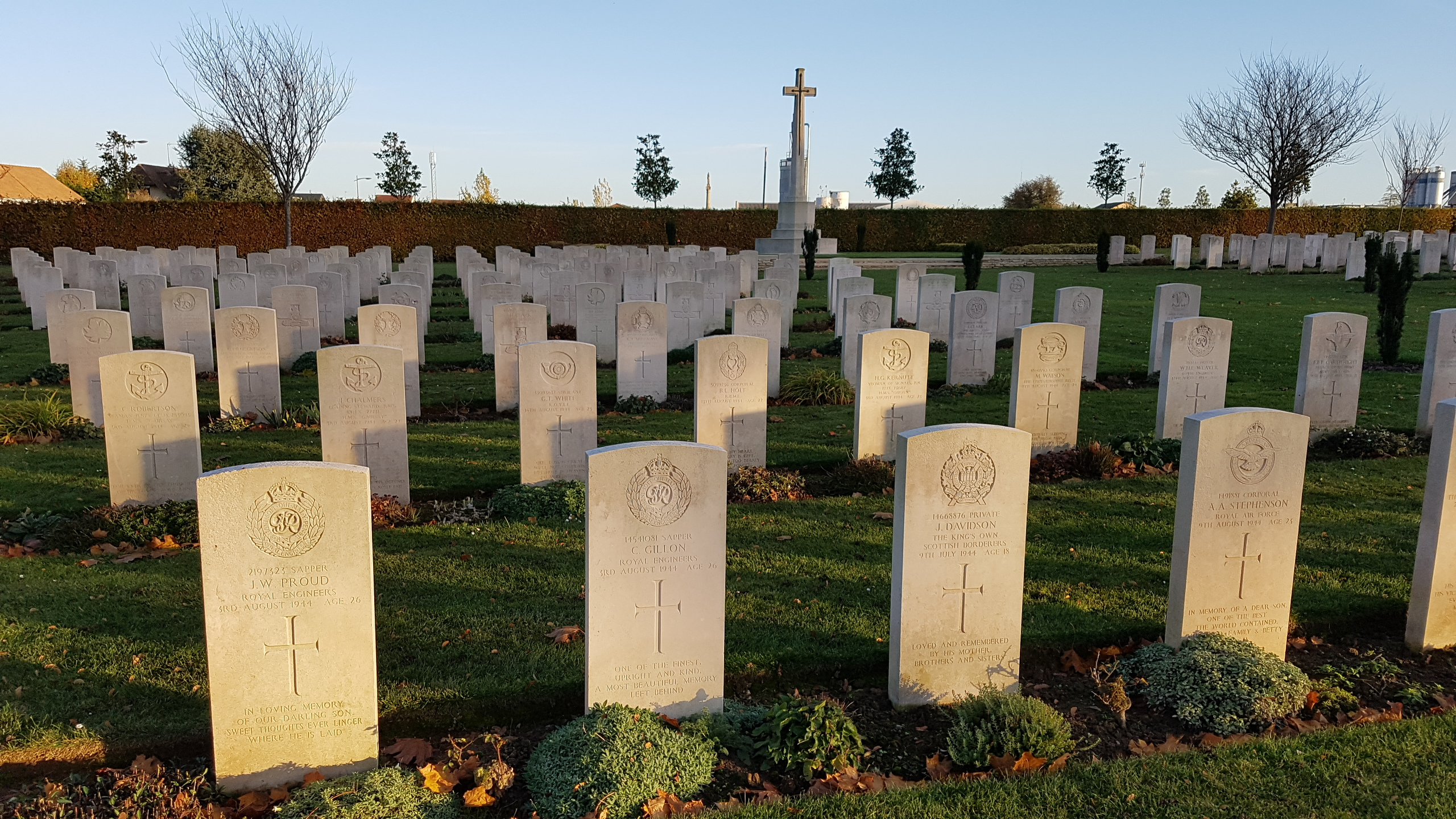
vue rapprochée - arrière gauche
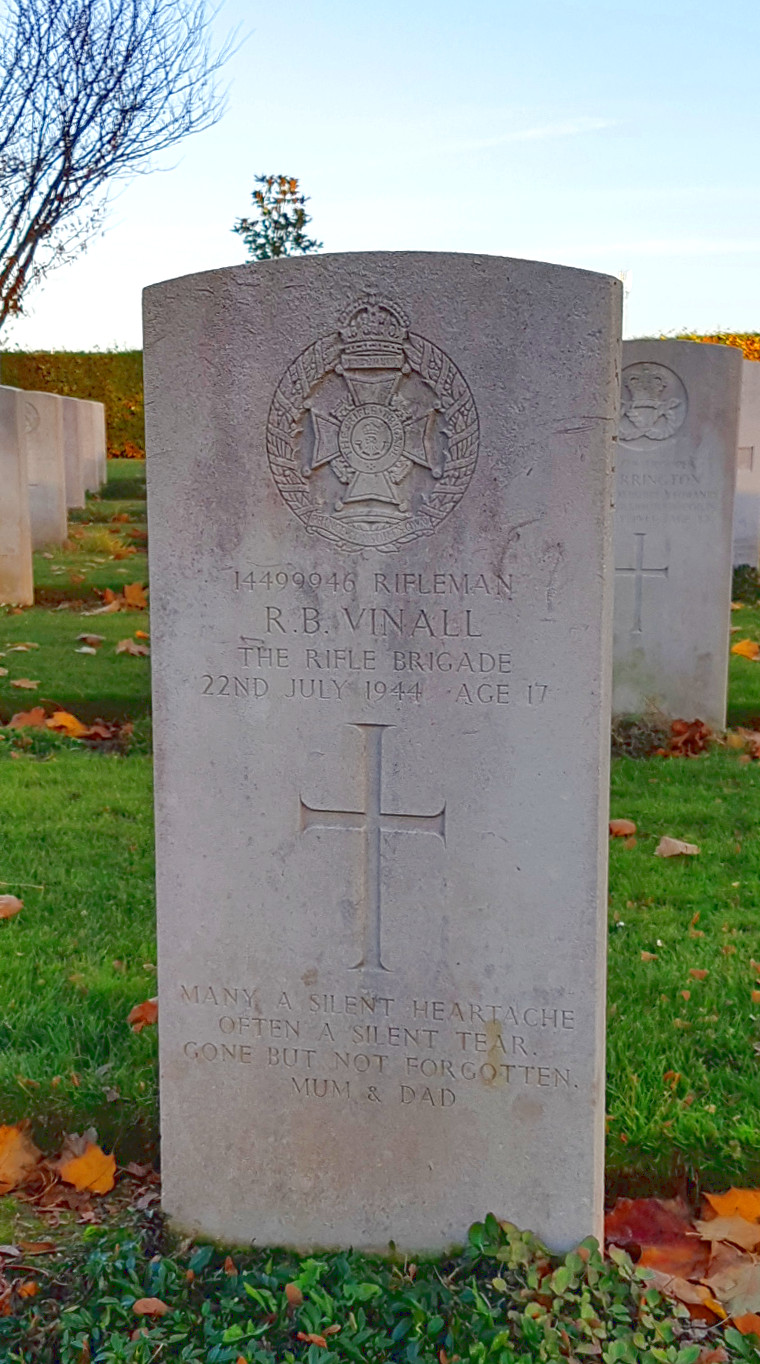
tombe de Robert Vinall
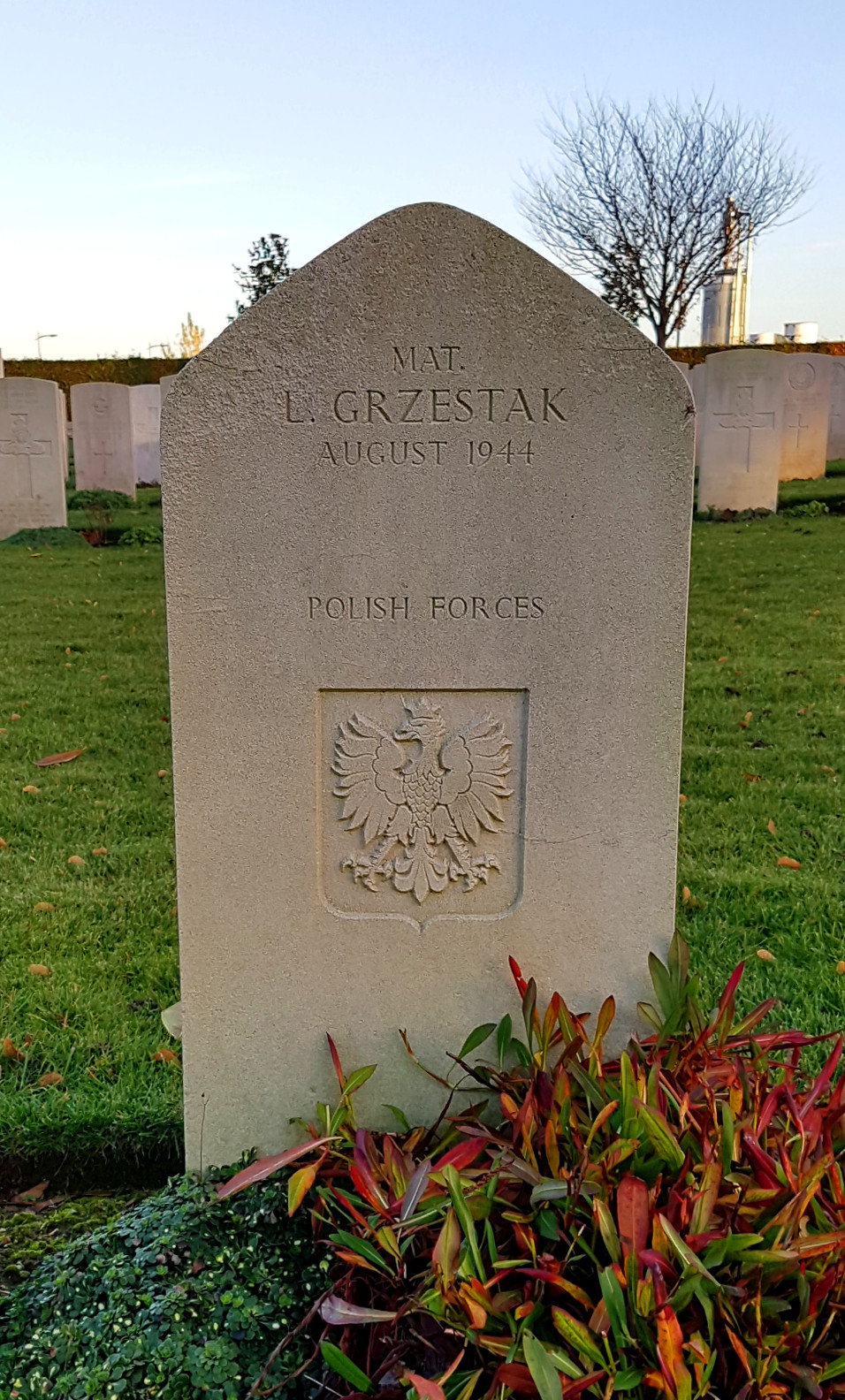
tombe du Lucjan Grzestak (Pologne)
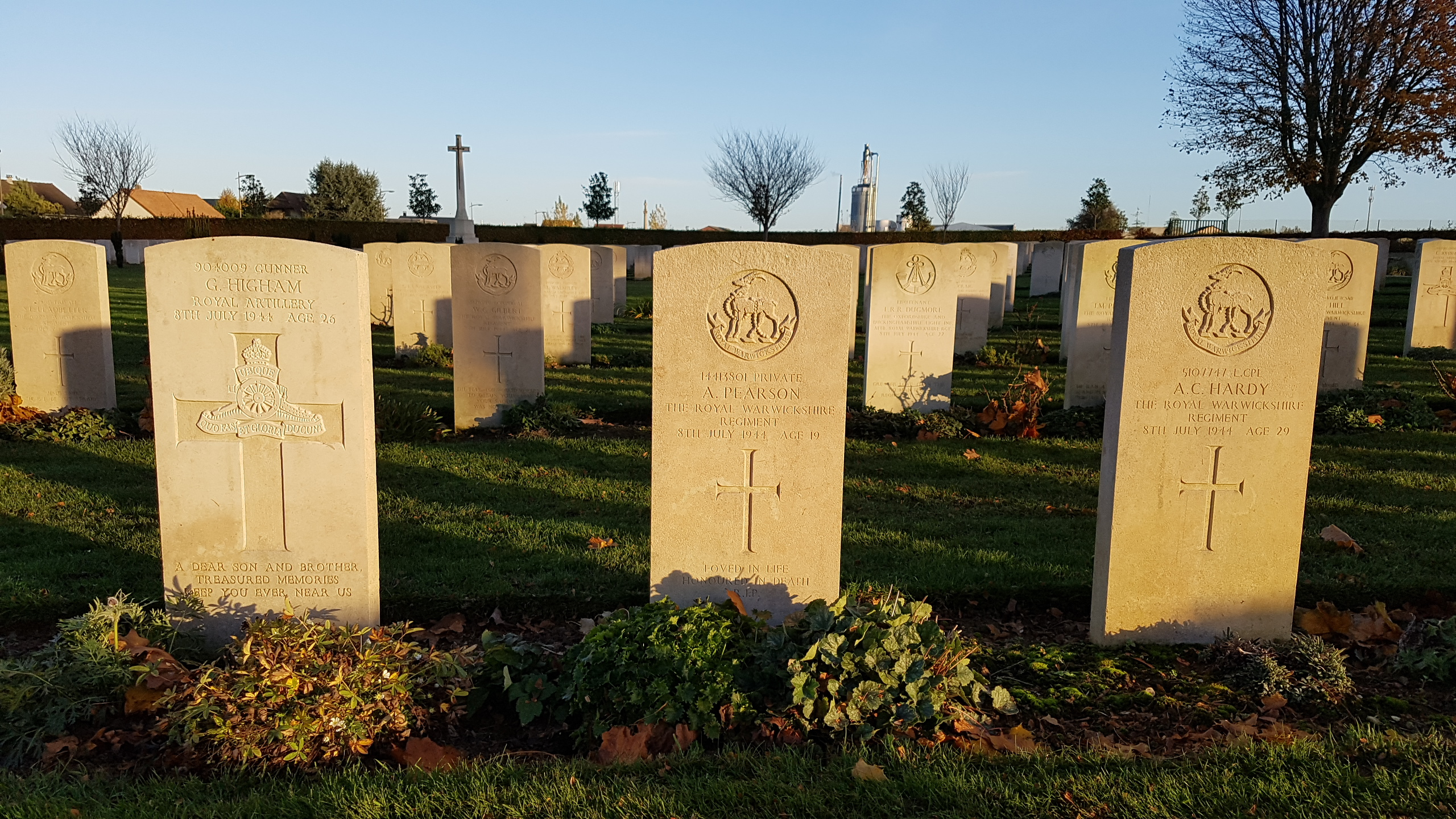
vue rapprochée - arrière droite